# Книшук Михайло Іванович
Михайло Іванович Книшук (18 грудня 1938, с. Вікно, Івано-Франківська область — 5 травня 2022) — український майстер декоративного мистецтва, скульптор. Член Національної спілки художників України (1986). Батько Данила Книшука.

## Життєпис
Михайло Книшук народився 18 грудня 1938 року в селі Вікні, нині Городенківської громади Коломийського району Івано-Франківської области України.
У 1967 році закінчив Львівський інститут прикладного та декоративного мистецтва (педагоги Дмитро Крвавич, Іван Скобало).
У Львові:
- 1963—1964 — реставратор картинної галереї;
- 1964—1967 — конструктор-художник заводу «Фізприлад»;
- 1967—1968 — заступник головного конструктора меблевого комбінату

У 1968—1998 роках працював у Івано-Франківському художньо-виробничому комбінаті.

## Творчість
Роботи виконані в техніці гуцульського різьблення на дереві. Створив чимало інтер'єрів Будинків культури та урочистих подій, прикрасив кілька храмів. Окремі роботи зберігаються в фондах Івано-Франківського краєзнавчого музею.
Виготовив:
- пам'ятник загиблим воїнам 2-ї світової війни в с. Кошилівці Чортківського району (1987);
- рельєфи «Гуцульські танці», «Чугайстер» (обидва — 1999);
- сумочку «Україночка» та скрипку «М. Крушельницька» (обидві — 2010).